# Tumulus d'Eidfjord
Les Tumulus d'Eidfjord (ou champ funéraire de Hæreid) sont situés à Eidfjord, dans le comté de Vestland, en Norvège.

## Description
Le champ funéraire de Hæreid se compose d'environ 400 tumulus datant d'avant l'an 1000 sur une terrasse au-dessus du centre d'Eidfjord. C'est le plus grand champ funéraire de l'ouest de la Norvège depuis l'âge du fer et l'un des plus grands de Norvège.
La plupart des monticules et cairns sont petits (2 à 5 mètres de diamètre). Quelques-unes mesurent de 12 à 20 mètres, en ceinture au sud de la terrasse. Certains monticules sont ronds, d'autres oblongs. Il est probable que le champ était un peu plus grand et qu'une partie a disparu à cause du défrichement et de la culture. Hæreid est l'endroit de plus de découvertes de l'âge du fer.
Le champ funéraire de Hæreid a été peu étudié et la plupart des découvertes ont été soumises au XIXe siècle. Une seule tombe a été examinée scientifiquement. À Hæreid, des ustensiles de cuisine en stéatite, des outils agricoles, une épée, des haches, des pointes de flèches et des pièces d'armes ont été trouvés.

## Galerie

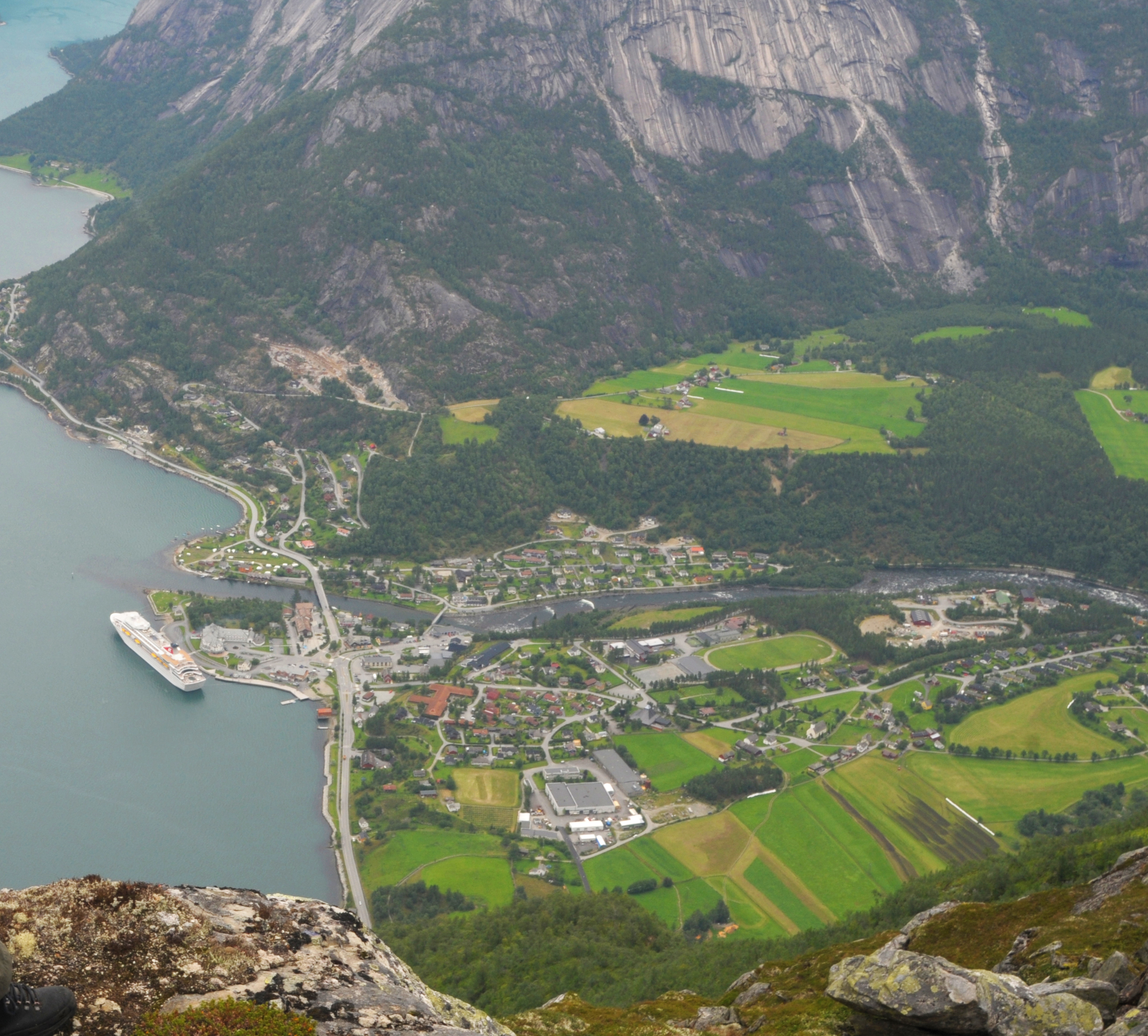
Le cimetière est situé sur Hæreid, qui est la terrasse sur la rive droite de la rivière
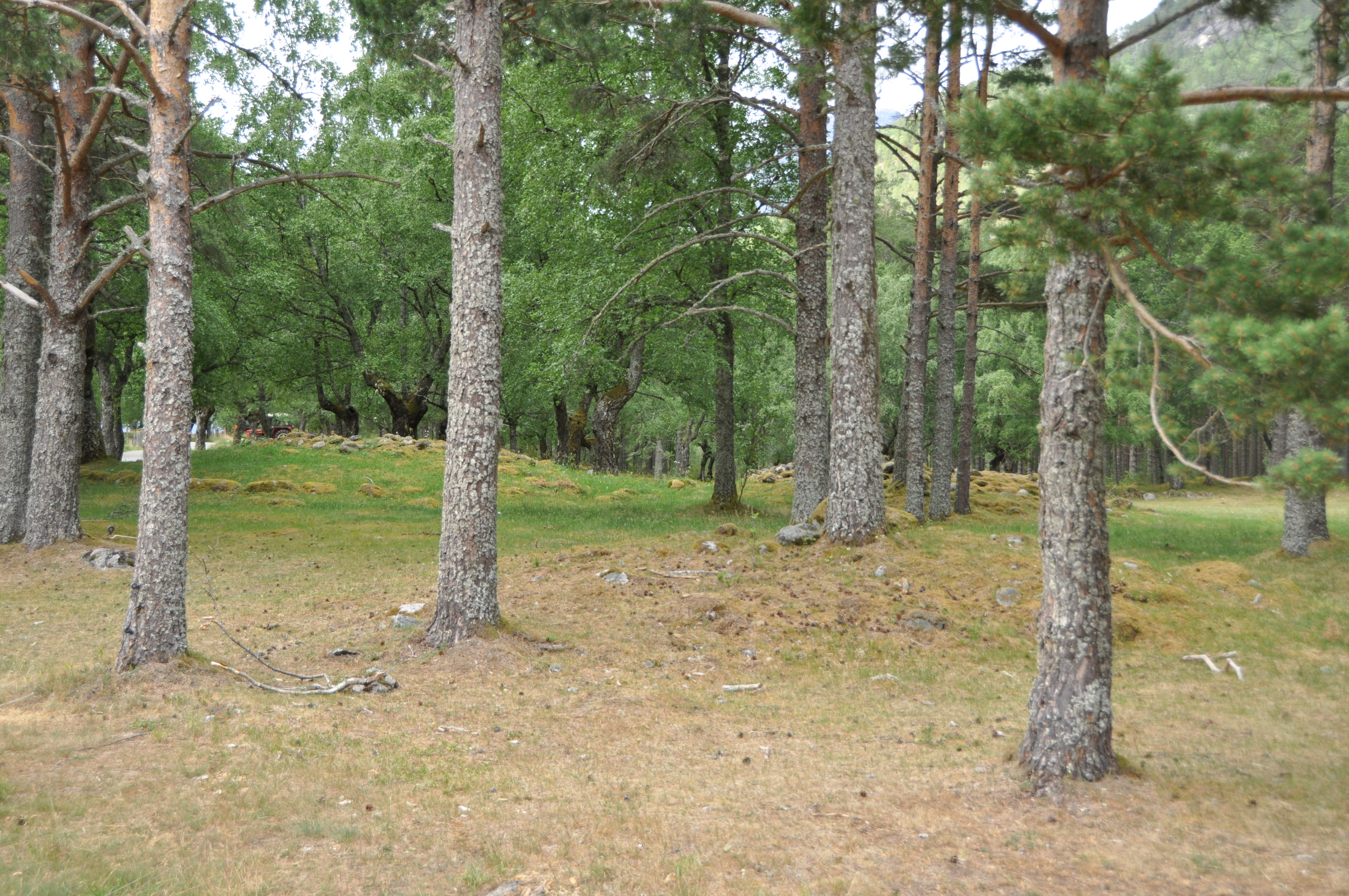
La zone est en grande partie envahie par la forêt

### Source de la traduction
- (no) Cet article est partiellement ou en totalité issu de l’article de Wikipédia en norvégien intitulé « Gravfeltet på Hæreid i Eidfjord » (voir la liste des auteurs).